# Trattato dell'argomentazione. La nuova retorica
Trattato dell'argomentazione. La nuova retorica (in francese: Traité de l'argumentation. La nouvelle rhétorique) è un trattato scritto da Chaim Perelman e Lucie Olbrechts-Tyteca nel 1958. Precursore di tali studi fu Theodor Viehweg, autore di Topik und Jurisprudenz (1953).

## Contenuto
L'opera di Perelman ruota intorno a due assi:
- la nuova retorica
- il ragionamento giuridico

Secondo Cartesio, è razionale solo ciò che si impone a tutti con la forza dell'evidenza, ma in maniera apodittica. Tutto ciò che è soltanto possibile, probabile, verosimile, incerto o confuso, è posto fuori dall'ambito della ragione. Nel Traité..., Perelman sostiene che queste ultime entità non sono poste nel nulla, ma si trovano nel «campo del preferibile», campo assai vasto nel quale si dispiega la libertà umana di confrontare valori etici e di usare argomenti suggestivi per fare delle scelte, avendo a disposizione lo strumento della "nuova retorica" per «provocare o accrescere l'adesione delle menti alle tesi che vengono presentate al loro assenso».

## Il "campo del preferibile"
La finalità della Nuova Retorica è quello di recuperare le argomentazioni usate nella sfera del razionale per estenderle al «campo del preferibile», ossia dell'irrazionale, al fine di persuadere della ragionevolezza di idee solo verosimili o addirittura incerte.

Il «campo del preferibile» è quello del conflitto tra valori: qui non basta una dimostrazione o un sillogismo, non esistendo certezze oggettive (da porre come premesse), ma occorre un ragionamento persuasivo basato sull'argomentazione, per arrivare a giustificare come "ragionevole" qualunque scelta.

La logica formale di Cartesio impone di usare la dimostrazione, metodo matematico che esclude dal "razionale puro" (e quindi dalla ragione) la suggestione e la persuasione.

Al contrario, Perelman fa intervenire nel campo del cd. irrazionale la facoltà di ragionare e di argomentare, che sfuggono alla certezza del calcolo ma postulano la Nuova Retorica quale mezzo per convincere all'accettazione di una tesi determinata.

## Il ragionamento giuridico
Circa il ragionamento giuridico, alla domanda «quando un atto può dirsi giusto?», Perelman risponde che ciò accade quando l'atto corrisponde all'applicazione di una norma: sia l'applicazione che la norma non devono essere arbitrarie, ma conformi ai principi generali dell'ordinamento giuridico, cioè ai suoi valori. L'autore afferma: «Siamo condotti a distinguere tre elementi nella giustizia: il valore su cui è fondata la norma, la norma che lo enuncia, l'atto che la realizza»
 (ethos, logos, pathos).
Il problema è che i valori possono essere conflittuali. Poiché la logica giuridica non è logica formale, si può accettare che la logica dei valori esuli dalla razionalità pura e rientri nel «campo del preferibile» (o dell'irrazionale): al giudice spetterà risolvere un eventuale conflitto tra valori, giustificando il suo ragionamento con una buona argomentazione, tenendo presenti le conseguenze sociali ed economiche di questa o quella presa di posizione.